# وی چو یاو
وی چو یاو (انگلیسی: Wee Cho Yaw) (زاده ۱۹۲۹) کارآفرین، سرمایه‌دار، بانکدار و مدیر ارشد اجرایی سنگاپوری-چینی است، که در حال حاضر به‌عنوان رییس هیئت مدیره یونایتد اورسیز بانک فعالیت می‌کند.